# Premio Nadal
Premio Nadal – hiszpańska nagroda literacka przyznawana za nieopublikowaną powieść, udzielana przez wydawnictwo Ediciones Destino.
Premio Nadal jest najstarszą hiszpańską nagrodą literacką. Nosi imię literaturoznawcy i redaktora Eugenio Nadala, który zmarł krótko przed ustanowieniem wyróźnienia, w wieku 28 lat. Nagrodę ustanowiono w 1944 roku, a przyznano ją po raz pierwszy 6 stycznia 1945 roku w Barcelonie, za powieść Nada autorstwa Carmen Laforet, napisaną w roku poprzednim. Celem redaktorów wydawnictwa Ediciones Destino, którzy zainicjowali nagrodę, było ożywienie literatury hiszpańskiej. Do 2009 roku wyróżniani byli nie tylko zwycięzcy, ale i finaliści.
Wyniki konkursu ogłaszane są 6 stycznia; podczas gali ogłaszany jest również laureat nagrody Premio Josep Pla dla utworu prozatorskiego napisanego po katalońsku. Nagrodą Premio Nadal jest publikacja powieści i premia pieniężna dla autora utworu. Na edycję 2021 roku przysłanych zostało ponad tysiąc rękopisów.

## Laureaci i finaliści
Lista odzwierciedla oficjalną chronologię nagrody: do 1989 roku przyznawano ją za rok poprzedni.
| rok        | zwycięzca                    | tytuł                                                                       | finalista                   | tytuł                                   |
| ---------- | ---------------------------- | --------------------------------------------------------------------------- | --------------------------- | --------------------------------------- |
| 1944       | Carmen Laforet               | Złuda                                                                       | José María Álvarez Blázquez | En el pueblo hay caras nuevas           |
| 1945       | José Félix Tapia             | La luna ha entrado en casa                                                  | Francisco García Pavón      | Cerca de Oviedo                         |
| 1946       | José María Gironella         | Un hombre                                                                   | Eulalia Galvarriato         | Cinco sombras                           |
| 1946       | José María Gironella         | Un hombre                                                                   | Luis Manteiga               | Un hombre a la deriva                   |
| 1947       | Miguel Delibes               | La sombra del ciprés es alargada                                            | Juan Manuel Pombo Angulo    | Hospital general                        |
| 1947       | Miguel Delibes               | La sombra del ciprés es alargada                                            | Ana María Matute            | Los Abel                                |
| 1947       | Miguel Delibes               | La sombra del ciprés es alargada                                            | Rosa María Cajal            | Juan Risco                              |
| 1948       | Sebastián Juan Arbó          | Sobre las piedras grises                                                    | Manuel Mur Oti              | Destino negro                           |
| 1948       | Sebastián Juan Arbó          | Sobre las piedras grises                                                    | Antonio Rodríguo Huescas    | Vida con una diosa                      |
| 1949       | José Suárez Carreño          | Las últimas horas                                                           | Carlos de Santiago          | El huerto de Pisadiel                   |
| 1950       | Elena Quiroga                | Viento del Norte                                                            | Francisco Montero Galauche  | El mar está solo                        |
| 1951       | Luis Romero                  | La noria                                                                    | Tomás Salvador              | Historias de Valcanillo                 |
| 1951       | Luis Romero                  | La noria                                                                    | José María Jové             | Mientras llueve en la tierra            |
| 1951       | Luis Romero                  | La noria                                                                    | José A. Giménez Arnau       | De pantalón largo                       |
| 1952       | Dolores Medio                | Nosotros, los Rivero                                                        | Severiano Nicolás           | La ciudad sin honrizontes               |
| 1952       | Dolores Medio                | Nosotros, los Rivero                                                        | Vicenrte Risco              | La puerta de paja                       |
| 1953       | Luisa Forrellad              | Siempre en capilla                                                          | Alejandro Nuñez Alonso      | La gota de mercurio                     |
| 1954       | Francisco José Alcántara     | La muerte le sienta bien a Villalobos                                       | Ángel Oliver                | Días turbulentos                        |
| 1955       | Rafael Sánchez Ferlosio      | El Jarama                                                                   | Héctor Vázquez Azpiri       | Víbora                                  |
| 1956       | José Luis Martín Descalzo    | La frontera de Dios                                                         | Jesús López Pacheco         | Central eléctrica                       |
| 1957       | Carmen Martín Gaite          | Entre visillos                                                              | Lauro Olmo                  | Ayer, 27 de octubre                     |
| 1958       | José Vidal Cadellans         | No era de los nuestros                                                      | Claudio Bassols             | El carnaval de los gigantes             |
| 1959       | Ana María Matute             | Primera memoria                                                             | Armando López Salinas       | La mina                                 |
| 1960       | Ramiro Pinilla               | Ślepe mrówki                                                                | Gonzalo Torrente Malvido    | Hombres varados                         |
| 1961       | Juan Antonio Payno           | El curso                                                                    | Pedro Antoñana              | La cuerda rota                          |
| 1962       | José María Mendiola          | Muerte por fusilamiento                                                     | Manuel Barrios              | El crimen                               |
| 1963       | Manuel Mejía Vallejo         | El día señalado                                                             | Mariano Viguera             | Coral                                   |
| 1964       | Alfonso Martínez Garrido     | El miedo y la esperanza                                                     | Manuel Barrios              | La espuela                              |
| 1965       | Eduardo Caballero Calderón   | El buen salvaje                                                             | Juan Farias Díaz-Noguera    | Los buscadores de agua                  |
| 1966       | Vicente Soto                 | La zancada                                                                  | Carmelo M. Lozano           | Gambito de alfil al rey                 |
| 1967       | José María Sanjuán           | Réquiem por todos nosotros                                                  | Francisco García Pavón      | El reinado de Witiza                    |
| 1968       | Álvaro Cunqueiro             | Un hombre que se parecía a Orestes                                          | Eduardo García              | Sede vacante                            |
| 1969       | Francisco García Pavón       | Las hermanas Coloradas                                                      | Luis Ricardo Alonso         | El candidato                            |
| 1970       | Jesús Fernández Santos       | Libro de las memorias de las cosas                                          | Gabriel G. Badell           | De las Armas a Montemolín               |
| 1971       | José María Requena           | El cuajarón                                                                 | Gustavo Álvarez Gardeazábal | Dabeiba                                 |
| 1972       | José María Carrascal         | Groovy                                                                      | Gabriel G. Badell           | Las cartas cayeron boca a bajo          |
| 1972       | José María Carrascal         | Groovy                                                                      | Bernardo V. Carande         | Suroeste                                |
| 1973       | José Antonio García Blázquez | El rito                                                                     | Aquilino Duque              | El mono azul                            |
| 1973       | José Antonio García Blázquez | El rito                                                                     | Gabriel G. Badell           | Funeral por Francia                     |
| 1974       | Luis Gasulla                 | Culminación de Montoya                                                      | Guillermo A. Carrizo        | Crónica sin héroes                      |
| 1975       | Francisco Umbral             | Las ninfas                                                                  | Manuel Villar Raso          | Mar ligeramente Sur                     |
| 1976       | Raúl Guerra Garrido          | Lectura insólita de «El Capital»                                            | Emilio Mansera Conde        | La crisopa                              |
| 1977       | José Asenjo Sedano           | Conversación sobre la guerra                                                | Gabriel G. Badell           | La zarabanda                            |
| 1978       | Germán Sánchez Espeso        | Narciso                                                                     | Rocío Velez de Piedrahíta   | Terrateniente                           |
| 1978       | Germán Sánchez Espeso        | Narciso                                                                     | Manuel Vicent               | El anarquista coronado de adelfas       |
| 1979       | Carlos Rojas                 | El ingenioso hidalgo y poeta Federico García Lorca asciende a las infiernos | Gabriel G. Badell           | Nuevo acto de fe                        |
| 1979       | Carlos Rojas                 | El ingenioso hidalgo y poeta Federico García Lorca asciende a las infiernos | Manuel Vicent               | Ángeles o neófitos                      |
| 1980       | Juan-Ramón Zaragoza          | Concerto grosso                                                             | Ramón Eiroa                 | Notas para la aclaración de un suicidio |
| 1980       | Juan-Ramón Zaragoza          | Concerto grosso                                                             | Jorge González Aranguren    | En otros parques donde estar ardiendo   |
| 1981       | Carmen Gómez Ojea            | Cantiga de agüero                                                           | Alfonso Zapater             | El accidente                            |
| 1981       | Carmen Gómez Ojea            | Cantiga de agüero                                                           | Juan Luis González Ripoll   | El dandy del lunar                      |
| 1982       | Fernando Arrabal             | La torre herida por el rayo                                                 | José Luis Aguirre           | La excursión                            |
| 1983       | Salvador García Aguilar      | Regocijo en el hombre                                                       | José Avello Flórez          | La subversión de Beti García            |
| 1984       | José Luis de Tomás García    | La otra orilla de la droga                                                  | Telmo Herrera               | Papá murió hoy                          |
| 1985       | Pau Faner                    | Flor de sal                                                                 | Vicente Sánchez Pinto       | Los desiertos del amor                  |
| 1986       | Manuel Vicent                | Balada de Caín                                                              | Horacio Vázquez-Rial        | Historia del Triste                     |
| 1986       | Manuel Vicent                | Balada de Caín                                                              | R.H. Moreno-Durán           | Los felinos del Canciller               |
| 1987       | Juan José Saer               | La ocasión                                                                  | José Ferrater Mora          | El juego de la verdad                   |
| 1988       | Juan Pedro Aparicio          | Retratos de ambigú                                                          | Jesús Carazo                | Los límites del paraíso                 |
| 1989 –1990 | Juan José Millás             | La soledad era esto                                                         | Pedro Crespo García         | El cuaderno de Forster                  |
| 1991       | Alfredo Conde                | Los otros días                                                              | Mariano Arias               | El silencio de las palabras             |
| 1992       | Alejandro Gándara            | Ciegas esperanzas                                                           | Jesús Díaz                  | Las palabras perdidas                   |
| 1993       | Rafael Argullol              | La razón del mal                                                            | Jorge Ordaz                 | La Perla del Oriente                    |
| 1994       | Rosa Regàs                   | Azul                                                                        | José Ángel Mañas Hernández  | Historias del Kronen                    |
| 1995       | Ignacio Carrión              | Cruzar el Danubio                                                           | Félix Bayón                 | Adosados                                |
| 1996       | Pedro Maestre                | Matando dinosaurios con tirachinas                                          | Juana Salabert              | Arde lo que será                        |
| 1997       | Carlos Cañeque               | Quién                                                                       | Lorenzo Silva               | La flaqueza del bolchevique             |
| 1998       | Lucía Etxebarria             | Beatriz y los cuerpos celestes                                              | Ignacio García-Valiño       | La caricia del escorpión                |
| 1999       | Gustavo Martín Garzo         | Las historias de Marta y Fernando                                           | Lilian Neuman               | Levantar ciudades                       |
| 2000       | Lorenzo Silva                | El alquimista impaciente                                                    | José Carlos Somoza          | Dafne znikająca                         |
| 2001       | Fernando Marías              | El Niño de los coroneles                                                    | Lola Beccaria               | La luna en Jorge                        |
| 2002       | Ángela Vallvey               | Los estados carenciales                                                     | José Luis de Juan           | Kaleidoscopio                           |
| 2003       | Andrés Trapiello             | Los amigos del crimen perfecto                                              | David Torres                | El gran silencio                        |
| 2004       | Antonio Soler                | El camino de los Ingleses                                                   | Javier Puebla               | Sonríe Delgado                          |
| 2005       | Pedro Zarraluki              | Un encargo difícil                                                          | Nicolás Carariego           | Cazadores de luz                        |
| 2006       | Eduardo Lago                 | Mów mi Brooklyn                                                             | Marta Sanz                  | Susana y los viejos                     |
| 2007       | Felipe Benítez Reyes         | Mercado de espejismos                                                       | Carmen Amoraga              | Algo tan parecido al amor               |
| 2008       | Francisco Casavella          | Lo que sé de los vampiros                                                   | Eva Diaz Pérez              | El club de la memoria                   |
| 2009       | Maruja Torres                | Esperadme en el cielo                                                       | Rubén Abella                | El libro del amor esquivo               |
| 2010       | Clara Sánchez                | Co kryje Twoje imię?                                                        |                             |                                         |
| 2011       | Alicia Giménez Bartlett      | Tam, gdzie nikt cię nie znajdzie                                            |                             |                                         |
| 2012       | Álvaro Pombo                 | El temblor del héroe                                                        |                             |                                         |
| 2013       | Sergio Vila-Sanjuán          | Estaba en el aire                                                           |                             |                                         |
| 2014       | Carmen Amoraga               | La vida era eso                                                             |                             |                                         |
| 2015       | José C. Vales                | Cabaret Biarritz                                                            |                             |                                         |
| 2016       | Víctor del Árbol             | Wybrzeże śmierci                                                            |                             |                                         |
| 2017       | Care Santos                  | W połowie życia                                                             |                             |                                         |
| 2018       | Alejandro Palomas            | Un amor                                                                     |                             |                                         |
| 2019       | Guillermo Martínez           | Los crímenes de Alicia                                                      |                             |                                         |
| 2020       | Ana Merino                   | El mapa de los afectos                                                      |                             |                                         |
| 2021       | Najat El Hachmi              | El lunes nos querrán                                                        |                             |                                         |
| 2022       | Inés Martín Rodrigo          | Las formas del querer                                                       |                             |                                         |
| 2023       | Manuel Vilas                 | Nosotros                                                                    |                             |                                         |